# 게임 개발자 회의

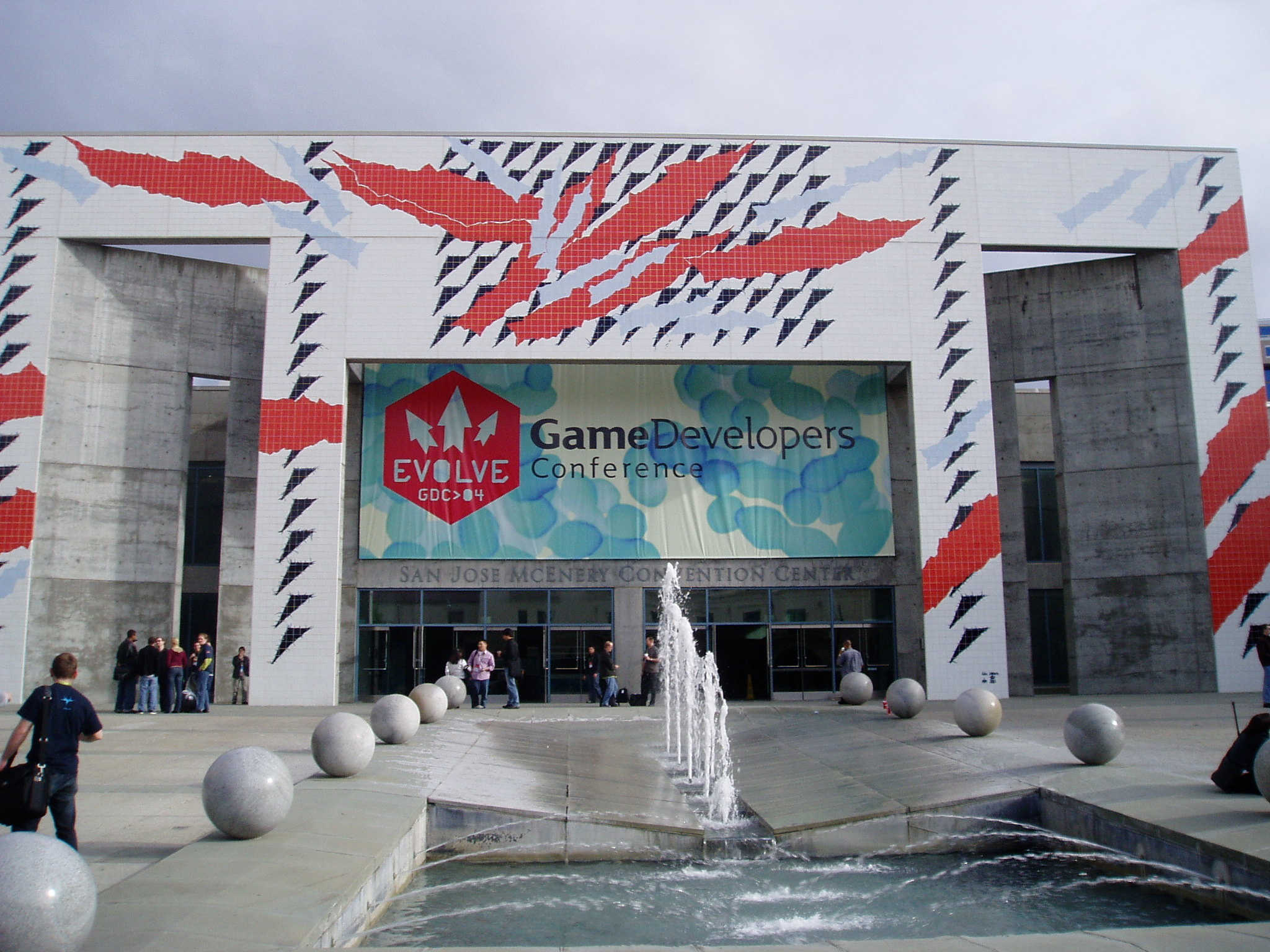
2004년 산호세 컨벤션 센터에서 열린 게임 개발자 회의

게임 개발자 회의(Game Developer Conference, GDC)는 매년 비디오 게임 전문가들이 모여 서로 배우고, 자극을 주며 교류하는 행사이다. 행사는 전시회, 교류 행사, 게임 개발자가 선정하는 올해의 게임 시상식, 독립 게임 개발자가 모이고 좋은 게임을 수상하는 독립 게임 페스티벌과 프로그래밍, 디자인, 오디오, 제작, 사업과 경영, 그래픽 전반에 걸친 다양한 게임 관련 주제를 다루는 강연이나 강좌, 원탁 회의로 이루어진다.

## 부속 행사
- 게임 개발자 선정 시상식

국제 게임 개발자 협회가 주관하는 시상식으로 협회의 회원들이 그 해의 뛰어난 게임을 추천하고 선정한다.
- 인디펜던트 게임 페스티벌

1998년부터 열린 시상식으로 독립 개발사들과 학생들에 의해 만들어진 혁신적인 게임들을 수상한다.

## 한국 개최
이 행사의 주관사인 CMP 미디어 그룹은 부산시와 함께 2007년 9월 13일부터 15일까지 부산 벡스코에서 게임 개발자 회의를 개최하기로 했다. 이는 미국에서 열리는 연례 행사와는 별도로, 세계 투어의 하나로 계획된 것이었다.
하지만 같은 해 5월 21일 부산시는 CMP 미디어 측에서 행사 취소를 알리는 공문을 보내왔다고 밝혔다. CMP 측은 행사를 포기한 이유로 부산시와의 불협 화음을 내세웠다.
2006년 12월부터 행사 준비에 들어갔으나 협력 관계가 매끄럽지 않아 행사가 지체되었고, 그에 따라 행사 내용이 부실해져 게임 개발자 회의의 이미지를 손상시킬 수 있다는 것이었다. 결국 부산시는 다른 대행사를 찾아 독자적으로 행사를 치르기로 결정했고, 같은 해 7월 4일 부산시는 9월 13일과 14일 국내의 게임 관련 기관과 함께 국제게임개발자회의를 개최함을 밝혔다.

## 같이 보기
- 한국국제게임컨퍼런스
- 국제게임개발자회의

## 참조
1. ↑  세계적 ‘게임개발자 회의’가 부산에서 개최된다 보관됨 2007-09-28 - 웨이백 머신 - 부산뉴스
2. ↑  게임개발자회의 부산개최 무산 보관됨 2007-09-29 - 웨이백 머신 - 사단법인부산컨벤션뷰로
3. ↑  9월 부산서 국제게임개발자회의(ICON 2007) 열린다 보관됨 2007-09-28 - 웨이백 머신 - 전자신문